# Рамон-Беренгер III
Рамон-Беренгер III (ісп. Ramon Berenguer III, 11 листопада 1082 —1131) — граф Барселони, Жирони і Осони у 1086-1131 роках, граф Провансу у 1112—1131 роках (як Раймон Беренгер I). Прізвисько — Великий (ісп. el Grande).

## Біографія
Походив з Барселонської династії. Син Рамона-Беренгера II, графа Барселони, й Матільди Апулійської. Народився у 1082 році у Родезі (графство Тулуза). У 1083 році втратив батька. Його освітою й вихованням займався Вільгельм I, граф Серданья.
Спочатку був співволодарем стрийко Беренгера-Рамона II, якого підозрювали у вбивстві батька Рамон-Беренгер III. При цьому зобов'язувався не одружуватися, щоб передати повну владу небожу, коли той зросте. У 1095 і 1097 роках війська Барселони без успіху нападали на Тортосу і Ампосту.

Володіння Рамона-Беренгера III у 1131 році

У 1097 його дядько вирушив у Святу Землю, де безслідно зник. Після цього Рамон-Беренгер III став правити одноосібно. За допомогою династичних шлюбів (1103, 1106 і 1112 років) і васальних зв'язків він підпорядкував собі усю Каталонію, окрім Урхеля і Паралази: 1111 року — Бесалу, 1117 року — Серданью, спільно з графом Урхеля у 1105 році захопив Барбастро і Балагуер, а також у 1112 році став графом Провансу, віконтом Карлату після одруження на графині Дульсії де Ґеводан. Незабаром після цього підкорив Ніццу, змусив Бернада, віконта Каркассона, визнати свою зверхність.
Водночас з 1107 року вступив у конфлікт з мусульманськими державами. Спочатку маври захопити й сплюндрували замки Геліду і Олердолу, у 1114 році переміг мусульман, які спробували атакувати Барселону. У 1115 році Рамон-Беренгер III переміг маврів у битві при Марторелі. Для посилення свого становища у 1109 році запросив до своїх володінь орден госпітальєрів.
У 1114—1115 роках в союзі з Пізанською і Генуєзькою республіками організував Балеарський хрестовий похід, під час якого здійснив напад на цитаделі мавританських піратів на Майорці та Ібіці, звільнивши безліч християн і обклавши маврів даниною. У 1116 році здійснив поїздку до Провансу і Генуї. 1119 року разом з пізанцями він здійснив напад на Валенсію, Леріду і Тортосу.
У 1118 році вирушив до Риму, де намагався отримати підтримку у папи римського Пасхалія II задля захоплення Таррагони, де пізніше була заснована архієпископська кафедра (до цього Каталонія в церковному плані належала архієпископству Нарбонни). Того ж року зайняв Сарагусту.
У 1120 році з Альфонсо I Вояком, королем Арагону, атакував важливу фортецю Корбін. У 1122 році зумів завдати поразки маврам біля стін Барселони. У 1123 році запросив до себе орден тамплієрів. У 1127 році уклав торговельну угоду з Генуєю. Водночас вступив у конфлікт за маркізат і графство Прованс з графами Тулузи: 1123 році вдалося захистити Оранж, а 1125 році укласти мирний договір.
У 1130 році став членом лицарського ордену тамплієрів. Помер у січні або липні 1131 року. Після його смерті п'ять каталонських графств успадкував Рамон-Беренгер, а інший син — Беренгер-Рамон — отримав Прованс.

## Родина
1 Дружина — Марія, донька Родріго де Вівара (відомого як Сід Кампеадор)
Діти:
- Марія (?), дружина Бернада III, графа Бесалу
- Хімена (1105—), дружина Рожера III, графа Фуа

2 Дружина — Альмодіс, донька Вільгельма де Мортена
Діти: не було
3 Дружина — Дульсія I,графиня Провансу, донька Гілберта I де Геводана
Діти:
- Альмодіс (1126—1164), дружина Понса I де Кервера
- Беренгарія (1116—1149), дружина Альфонсо VII, короля Кастилії
- Рамон-Беренгер (1113/1114—1162), граф Барселони у 1131—1162 роках
- Беренгер-Рамон (бл.1115—1144), граф Провансу у 1131—1144 роках
- Бернад (1117)
- Естефанія (1118—бл. 1131), дружина Кентулі III, графа Біггор
- Мафальда (бл. 1120—бл.1157), дружина Вільгельма Рамона I, графа Кастельвель